# Geef Utrechtse Meesters een gezicht

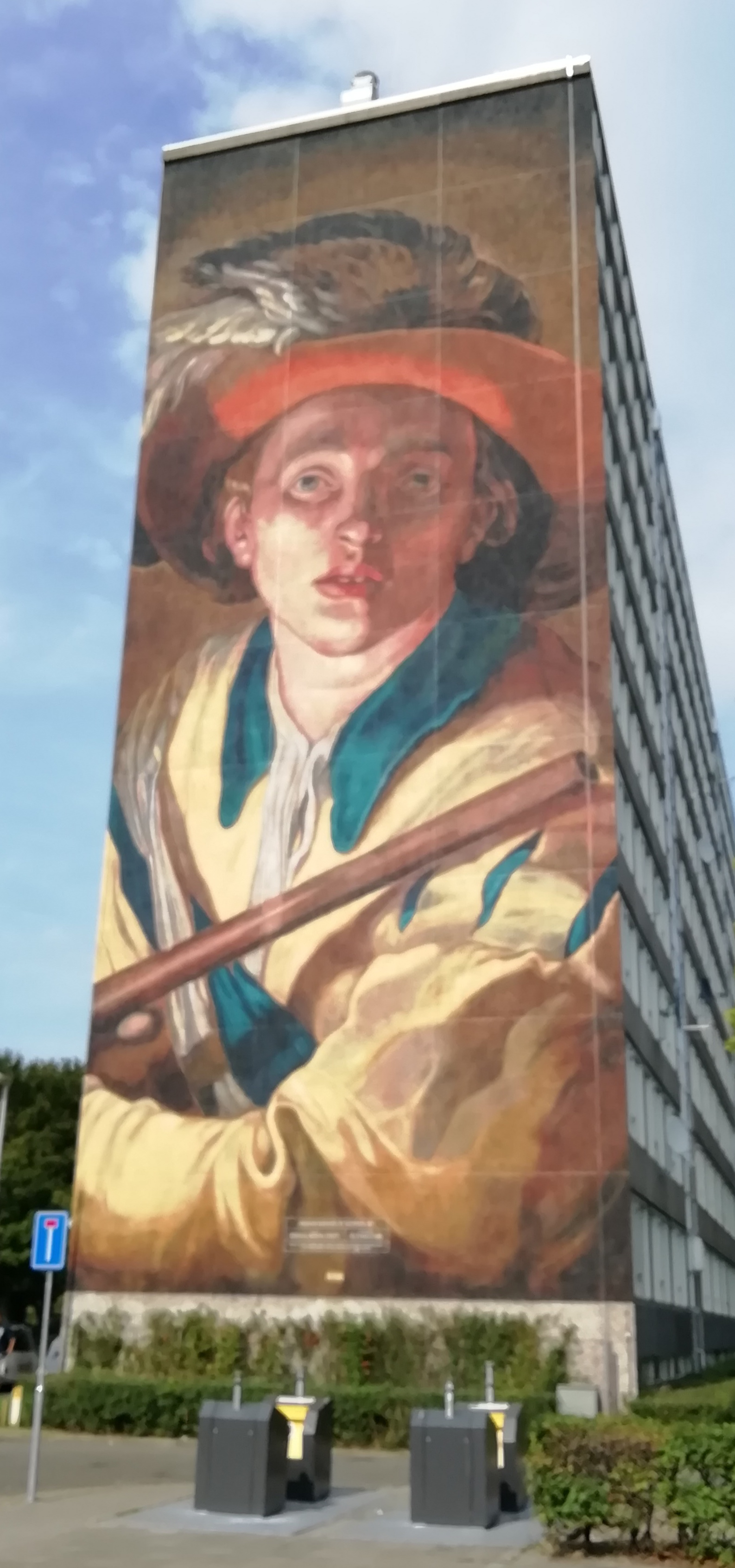
De fluitspeler, Dorbeendreef

Geef Utrechtse Meesters een gezicht is een serie van drie reproducties van werken van Utrechtse caravaggisten die als muurschilderingen zijn aangebracht op panden in Utrecht.
De muurschilderingen werden in 2018 en 2019 aangebracht door het Utrechtse schilderscollectief De Strakke Hand ter promotie van de tentoonstelling Utrecht, Caravaggio en Europa in het Centraal Museum. De drie schilderijen beelden personen met een muziekinstrument uit.
De afgebeelde werken zijn:
| Locatie                | wijk                | schilder              | schilderij     | jaar | hoogte reproductie |
| ---------------------- | ------------------- | --------------------- | -------------- | ---- | ------------------ |
| Attleeplantsoen        | Kanaleneiland-Noord | Dirck van Baburen     | Luitspeler     | 1622 | 14 meter           |
| Westplein              | Lombok/Leidseweg    | Hendrick ter Brugghen | Slapende Mars  | 1629 | 12 meter           |
| Dorbeendreef/Taagdreef | Overvecht-Zuid      | Abraham Bloemaert     | De fluitspeler | 1621 | 30 meter           |